# Diocesi di Ombi
La diocesi di Ombi (in latino Dioecesis Ombitana) è una sede soppressa e sede titolare della Chiesa cattolica.

## Storia
Ombi, corrispondente a Kôm Ombo nell'odierno Egitto, è un'antica sede episcopale della provincia romana della Tebaide Seconda nella diocesi civile d'Egitto. Faceva parte del patriarcato di Alessandria ed era suffraganea dell'arcidiocesi di Tolemaide.
Quest'antica diocesi egiziana è documentata per la prima volta nella lettera festale di Teofilo di Alessandria del 402, nella quale il patriarca ricorda i vescovi deceduti nell'anno e coloro che ne hanno preso il posto. Sulla sede di Ombi, Ouerses succedette al defunto Silvano.
Dal XX secolo Ombi è annoverata tra le sedi vescovili titolari della Chiesa cattolica; la sede è vacante dal 3 febbraio 1966.

## Cronotassi

### Vescovi residenti
- Silvano † (? - circa 402 deceduto)
- Ouerses † (circa 402 - ?)

### Vescovi titolari
- James Rogers † (26 gennaio 1903 - 22 marzo 1903 deceduto)
- Joseph-Marie Birraux, M.Afr. † (22 aprile 1920 - 30 aprile 1947 deceduto)
- Antonio Ignacio Camargo † (26 novembre 1947 - 8 gennaio 1952 succeduto vescovo di Calabozo)
- James Johnston Navagh † (29 luglio 1952 - 2 maggio 1957 nominato vescovo di Ogdensburg)
- San Karol Józef Wojtyła † (4 luglio 1958 - 13 gennaio 1964 nominato arcivescovo di Cracovia, poi eletto papa con il nome di Giovanni Paolo II)
- António de Castro Xavier Monteiro † (22 febbraio 1964 - 3 febbraio 1966 nominato arcivescovo titolare di Mitilene)